# The Chronicle of the Black Sword
The Chronicle of the Black Sword es el decimocuarto álbum de estudio de Hawkwind, lanzado por Flicknife Records en 1985.
El concepto del disco gira en torno al personaje de Michael Moorcock: Elric de Melniboné, héroe de ficción en el que Hawkwind ya se había inspirado anteriormente.
Una vez más Moorcock colabora personalmente con el grupo, esta vez en la letra de "Sleep of a Thousand Tears".
Tras dos años de constantes cambios en una alineación en la que sólo Dave Brock era el miembro estable, finalmente se logró una formación fija para este disco, con el mismo Brock, Huw Lloyd-Langton, Harvey Bainbridge, Alan Davey y el batería Danny Thompson Jr, hijo del bajista del grupo folk Pentangle.

## Lista de canciones
Lado A
1. "Song of the Swords" (Dave Brock) – 3:25
2. "Shade Gate" (Harvey Bainbridge) – 3:01
3. "The Sea King" (Huw Lloyd-Langton) – 3:23
4. "The Pulsing Cavern" (Bainbridge, Alan Davey) – 2:33
5. "Elric the Enchanter" (Davey) – 4:51

Lado B
1. "Needle Gun" (Brock) – 4:13
2. "Zarozinia" (Brock, Kris Tait) – 3:21
3. "The Demise" (Bainbridge, Brock) – 1:02
4. "Sleep of a Thousand Tears" (Brock, Michael Moorcock) – 4:09
5. "Chaos Army" (Bainbridge, Brock) – 0:53
6. "Horn of Destiny" (Brock) – 6:21

### Bonus tracks CD Atomhenge
1. "Arioch" (Davey)
2. "Night Of The Hawks" (Brock)
3. "Green Finned Demon" (Robert Calvert/Brock)
4. "Dream Dancers" (Bainbridge/Brock)
5. "Dragons And Fables" (Lloyd-Langton)

## Personal
- Dave Brock: guitarra, voz, teclados
- Huw Lloyd-Langton: guitarra, voz
- Harvey Bainbridge: teclados, voz
- Alan Davey: bajo, voz
- Danny Thompson Jr: batería
- Dave Charles: percusión